# EHF-Europapokal der Pokalsieger der Frauen 2006/07
Am EHF-Europapokal der Pokalsieger 2006/07 nahmen insgesamt 31 Handball-Vereinsmannschaften teil, die sich in der vorangegangenen Saison in ihren Heimatländern im Pokalwettbewerb für den Wettbewerb qualifizieren konnten oder aus der Champions League 2006/07 ausgeschieden waren. Es war die 31. Austragung des Pokalsiegerwettbewerbs. Das Finale gewann CS Oltchim Râmnicu Vâlcea.

## 2. Runde
Die Begegnungen der 2. Runde fanden am 13./14./20. Oktober und am 15./21./22. November 2006 statt.
|                                | Gesamt   |                           | Hinspiel | Rückspiel |
| ------------------------------ | -------- | ------------------------- | -------- | --------- |
| ŽRK Tvin-Trgocentar Virovitica | 88 : 41  | KH Kosovo Vushtrri        | 49 : 23  | 39 : 18   |
| Ambalaza Kabran Kavadarci      | 43 : 81  | HK Slovan Duslo Šaľa      | 21 : 45  | 22 : 36   |
| GK Astrachanotschka            | 55 : 37  | CD Gil Eanes/Lagos        | 29 : 14  | 26 : 23   |
| DHW Antwerpen                  | 25 : 94  | CS Oltchim Râmnicu Vâlcea | 11 : 47  | 14 : 47   |
| HC Teramo 2002                 | 36 : 46  | LC Brühl Handball         | 18 : 24  | 18 : 22   |
| Haukar Hafnarfjörður           | 48 : 53  | Cornexi Alcoa-HSB Holding | 26 : 31  | 22 : 22   |
| A.C. Ormi School Patras        | 60 : 44  | Önnereds HK               | 32 : 23  | 28 : 21   |
| SPES Kefalovrisos              | 46 : 64  | MGA Handball Wien         | 25 : 37  | 21 : 27   |
| AKABA Bera Bera                | 74 : 33  | HV Beeker Fusie Club      | 42 : 17  | 32 : 16   |
| ABU Baku                       | 54* : 54 | MKS Zagłębie Lubin        | 27 : 25  | 27 : 29   |
| Spartak Kiew                   | 65 : 39  | Bnei Herzlia              | 26 : 17  | 39 : 22   |

* ABU Baku qualifizierte sich aufgrund der Auswärtstorregel für die nächste Runde.

## 3. Runde
Die Begegnungen der 3. Runde fanden am 6./7./12./13. Januar und am 8./13./14. Januar 2007 statt.
|                                  | Gesamt  |                           | Hinspiel | Rückspiel |
| -------------------------------- | ------- | ------------------------- | -------- | --------- |
| AKABA Bera Bera                  | 58 : 46 | LC Brühl Handball         | 33 : 30  | 25 : 16   |
| GOG Svendborg TGI Gudme          | 56 : 50 | HK Slovan Duslo Šaľa      | 26 : 25  | 30 : 25   |
| A.C. Ormi School Patras          | 46 : 59 | Gjerpen Handball          | 25 : 21  | 21 : 38   |
| Le Havre AC Handball             | 51 : 37 | ABU Baku                  | 27 : 19  | 24 : 18   |
| Cornexi Alcoa-HSB Holding        | 48 : 65 | CS Oltchim Râmnicu Vâlcea | 25 : 25  | 23 : 40   |
| ŽRK Tvin-Trgocentar Virovitica   | 62 : 57 | Spartak Kiew              | 32 : 31  | 30 : 26   |
| MGA Handball Wien                | 23 : 94 | 1. FC Nürnberg            | 14 : 44  | 9 : 50    |
| RK Lasta Radnički Petrol Belgrad | 52 : 67 | GK Astrachanotschka       | 30 : 36  | 22 : 31   |

## 4. Runde
Die Begegnungen der 4. Runde fanden am 16.–18. Februar und am 18./24./25. Februar 2007 statt.
|                      | Gesamt  |                                | Hinspiel | Rückspiel |
| -------------------- | ------- | ------------------------------ | -------- | --------- |
| AKABA Bera Bera      | 50 : 53 | GK Astrachanotschka            | 29 : 24  | 21 : 29   |
| 1. FC Nürnberg       | 53 : 60 | CS Oltchim Râmnicu Vâlcea      | 27 : 29  | 26 : 31   |
| Le Havre AC Handball | 49 : 53 | GOG Svendborg TGI Gudme        | 26 : 27  | 23 : 26   |
| Gjerpen Handball     | 60 : 53 | ŽRK Tvin-Trgocentar Virovitica | 31 : 25  | 29 : 28   |

## Viertelfinale
Die Begegnungen des Achtelfinales fanden am 17./23. März und am 24./25. März 2007 statt.
|                             | Gesamt  |                           | Hinspiel | Rückspiel |
| --------------------------- | ------- | ------------------------- | -------- | --------- |
| Podravka Vegeta Koprivnica  | 53 : 61 | CS Oltchim Râmnicu Vâlcea | 32 : 27  | 21 : 34   |
| Byasen HB Elite Trondheim   | 65 : 47 | GK Astrachanotschka       | 30 : 28  | 35 : 19   |
| Cementos La Unión Ribarroja | 55 : 49 | Gjerpen Handball          | 30 : 21  | 25 : 28   |
| GOG Svendborg TGI Gudme     | 48 : 57 | Budapest Bank-FTC         | 29 : 29  | 19 : 28   |

## Halbfinale
Die Begegnungen des Halbfinals fanden am 14./15. April und am 21./22. April 2007 statt.
|                           | Gesamt   |                             | Hinspiel | Rückspiel |
| ------------------------- | -------- | --------------------------- | -------- | --------- |
| Byasen HB Elite Trondheim | 59* : 59 | Cementos La Unión Ribarroja | 29 : 29  | 30 : 30   |
| CS Oltchim Râmnicu Vâlcea | 64 : 50  | Budapest Bank-FTC           | 36 : 23  | 28 : 27   |

* Byasen HB Elite Trondheim qualifizierte sich aufgrund der Auswärtstorregel für die nächste Runde.

## Finale
Die Begegnungen des Finals fanden am 12. Mai und am 20. Mai 2007 statt.
|                           | Gesamt  |                           | Hinspiel | Rückspiel |
| ------------------------- | ------- | ------------------------- | -------- | --------- |
| Byasen HB Elite Trondheim | 53 : 59 | CS Oltchim Râmnicu Vâlcea | 24 : 30  | 29 : 29   |

## Siegermannschaft
| CS Oltchim Râmnicu Vâlcea |
| Luminița Dinu-Huțupan Steluța Luca (Kapitän) Tereza Pîslaru Roxana Gatzel Talida Tolnai Narcisa Lecușanu Valentina Ardean-Elisei Adina Meiroșu Ramona Farcău-Maier Adriana Nechita Ionela Gâlcă-Stanca Andreea Smedescu Mihaela Tivadar Clara Vădineanu Adriana Țăcălie Oana Manea |
| Gheorghe Tadici (Trainer) |